# Мойсей Могила

Герб Могила

Могила Мойсей (рум. Moise Movilă) гербу Могила (1595—1661) — господар Молдови (29 квітня 1630 — 5 грудня 1631, 25 червня 1633 — квітень 1634), син господаря Валахії та Молдови Симеона Могили, брат київського митрополита Петра Могили, батько гетьмана Правобережної України Андрія Могили

## Життєпис
Після зміщення 29 квітня 1630 господаря Молдови Олександра V Бесараба Мойсеєві Могилі вдалось посісти престол господаря, не зважаючи на свої пропольські симпатії.
1631 — його змістив протурецьки налаштований Олександр IV Ілляш, якого за два роки прогнали бояри, поставивши господарем Мирона Барнавського-Могилу, племінника Мойсея Могили. Після того, як через польське шляхетство турки запідозрили Барнавського-Могилу у зраді і 2 липня 1633 стратили його в Константинополі, господарем знову став Мойсей Могила. Він придушив заколот бояр під проводом Василя Лупула.
4 липня 1633 — ногайський хан Кантимир атакував Поділля, що стало приводом для початку польсько-турецької війни. Через підозру у сприянні Речі Посполитій (чому, можливо, посприяв Василь Лупул) турки змістили Мойсея Могилу, який утік до Речі Посполитої, де прожив решту життя.
В липні 1650 р. козацьке посольство в Порту, очолюване Ждановичем, серед іншого добивалось зміни пропольського господаря Лупула на Мойсея Могилу. Проте, скоро, під тиском козацько-татарського війська В.Лупул був змушений прийняти сторону Хмельницького, таким чином ідея посадити М.Могилу на молдавський престол відпала.
Був останнім представником роду Могил, якому вдалось стати молдовським господарем.